# Празька операція
Празька наступальна операція (6 травня — 11 травня 1945) — остання стратегічна наступальна операція Червоної Армії на Східноєвропейському театрі Другої світової війни, в ході якої було ліквідоване велике угруповання сил Третього Рейху на території Чехословаччини і війська РСЧА оволоділи містом Прага.
Операція проводилася силами 1-го Українського фронту під командуванням Маршала І. С. Конєва.

## Плани сторін
Група армій «Центр» чисельністю до мільйона чоловік під командуванням генерал-фельдмаршала Фердинанда Шернера, виконуючи наказ Гітлера, мала намір оборонятися в районі Праги і в самому місті, перетворивши його у «другий Берлін».
За задумом нового уряду Німеччини на чолі з Карлом Деніцем, група армій «Центр» повинна була утримувати райони західної і центральної Чехії з метою виграти час і забезпечити виведення військ на захід для капітуляції перед американськими військами.
5 травня 1945 року в Празі почалося народне повстання проти німецької окупації. Командування радянської армії залишалося в невіданні щодо планів армії США звільнити Прагу від німців, тому, протягом тижня після капітуляції Берліна, чекало вказівок. Лише отримавши переконливі підтвердження про те, що американці не стануть просуватися на схід Пльзеня, радянська армія направила основні ударні сили в напрямку Праги.

## Хід операції
6 травня ударні частини правого крила 1-го Українського фронту розпочали наступ, 8 травня — захопили місто Дрезден та увійшли на територію Чехословаччини. Спільно з військами 2-го та 4-го Українських фронтів вони оточили німецьке угруповання в районі Праги.
9 травня 1945 року 3-тя і 4-та гвардійські танкові армії 1-го Українського фронту вступили в Прагу. Загальний відступ з Праги частин Вермахту та СС почався 9 травня і швидко переріс у панічну втечу у бік західного кордону Чехословаччини. Частинам Червоної армії і спеціальним підрозділам НКДБ, що діяли спільно з чеськими партизанами, було поставлено завдання перешкодити виходу з оточення частин групи армій «Центр», зокрема, частин СС і формувань РОА. Протягом 10-13 травня йшло переслідування відступаючих і планомірне знищення тих, що відмовлялися здаватися в полон.
11 травня радянські з'єднання вийшли на лінію Хемніц — Карлові Вари — Пльзень і зустрілись з передовими частинами американської армії.
12 травня радянськими солдатами був заарештований генерал Власов.
9 травня обергруппенфюрер СС граф Карл-Фрідріх фон Пюклер вступив в переговори з командуванням 3-ї армії США, але отримав відмову в можливості капітуляції.
11 травня табір фон Пюклера був атакований диверсійною групою НКДБ і регулярними частинами Червоної армії при вогневій підтримці механізованих з'єднань 3-й армії США. Штурм укріплень есесівців закінчився розгромом табору і капітуляцією гарнізону. Сам Пюклер, відповідальний за геноцид радянських громадян на території РРФСР, вчинив самогубство.
В кінці операції було захоплено у полон понад 850 тисяч німецьких солдатів і офіцерів і 35 генералів.
15 травня 1945 року генерал-фельдмаршал Фердинанд Шернер був узятий в полон американськими військами. Незабаром американці видали Шернера представникам радянської влади.

## Результати
Празька операція була останньою наступальною операцією Червоної армії в Європі під час Другої світової війни.
Загальні втрати радянських військ в операції склали понад 50 тисяч осіб, з них близько 12 тисяч загинуло.
Безпосередньо при вигнані нацистських окупантів із міста загинуло більше тисячі солдат РСЧА. Одним із великих меморіальних поховань в Празі є Ольшанський цвинтар.
Під час боїв за Прагу загинули сотні бійців 1-ї дивізії РОА, безліч були поранені. Всього у Празі було вбито до 600 бійців РОА. Вони також поховані на Ольшанському цвинтарі.
Втрати вермахту — фактично весь особовий склад (900 тисяч солдатів та офіцерів): близько 40 тисяч загинуло і було поранено[джерело?], понад 860 тисяч капітулювало.

## Джерело
- БСЕ, Празька операція 1945 (рос.)